# بيركيركارا
بيركيركارا (بالمالطيَّة: Birkirkara، وبالإيطاليَّة: Birchircara) هي بلدة تقع في المنطقة الوسطى بمالطا. وتعدّ ثاني كبرى مدن البلاد حيث بلغ عدد سكانها 24,356 نسمة بحسب إحصاءات عام 2020. تتألَّف البلدة من خمس أبرشيات كنسيَّة مُستقلة وهي أبرشية القديسة هيلانة، وأبرشية القديس يوسف، وأبرشية سيدة جبل الكرمل، وأبرشية القديسة مريم، وأبرشية القديس جورج بريكا. شعار المدينة عبارة عن صليب أحمر متساوي الأضلاع يعلوه تاج ذهبيّ.

## أصل التسمية

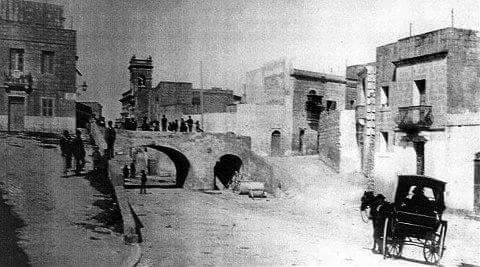
طريق الوادي نحو عام 1900.

تعني بيركيركارا «المياه الباردة» أو «المياه الجاريَّة»، وهذه التسمية ما هي إلَّا إشارة إلى الوادي الواقع في البلدة.
كان الاسم بالأصل يُكتب «Birchircara» باللغة المالطيَّة وليس «Birkirkara»، ويعود السبب في ذلك إلى التَأثُّر بطريقة كتابة اسم البلدة بالإيطاليَّة التي تُسقط الحرف «K». عادةً ما يُكتب الاسم من باب الاختصار إمَّا «B'kara» أو «Kara».

## الجغرافيا
تقعُ بيركيركارا في وادٍ ومن هنا جاء اسمها بالأصل. إذ يُعرف عن البلدة محليًا غرقها بالفيضانات جراء العواصف الشديدة التي تصيبها في أيام الهطولات المطريَّة الغزيرة. اقترحت السلطات المالطيَّة إنشاء عدد من المشاريع المختلفة في المنطقة. كما بادرت السلطات إلى إضفاء عدد من التحسينات التجميليَّة على المظهر العام البلدة.

## المناخ
يندرج مناخ بيركيركارا ضمن فئة المناخ المتوسطي ذو الصيف حار بحسب تصنيف كوبن للمناخ حيث تتميز البلدة بشتاء معتدل ورطب وصيف جاف وحار. يتراوح متوسط درجات الحرارة في البلدة على مدار العام ما بين 10.3 إلى 30.7 درجة سليسيوس (50.5 إلى 87.3 درجة فهرنهايت).
| مخطط المناخ بيركيركارا | مخطط المناخ بيركيركارا | مخطط المناخ بيركيركارا | مخطط المناخ بيركيركارا | مخطط المناخ بيركيركارا | مخطط المناخ بيركيركارا | مخطط المناخ بيركيركارا | مخطط المناخ بيركيركارا | مخطط المناخ بيركيركارا | مخطط المناخ بيركيركارا | مخطط المناخ بيركيركارا | مخطط المناخ بيركيركارا |
| --- | ---------------------- | ---------------------- | ---------------------- | ---------------------- | ---------------------- | ---------------------- | ---------------------- | ---------------------- | ---------------------- | ---------------------- | ---------------------- |
| 01 | 02                     | 03                     | 04                     | 05                     | 06                     | 07                     | 08                     | 09                     | 10                     | 11                     | 12                     |
| 225 15 10 | 150 15 10              | 100 17 12              | 80 19 13               | 50 23 16               | 0 27 20                | 0 29 22                | 15 31 24               | 80 28 22               | 200 25 19              | 170 20 15              | 200 17 12              |
| متوسط درجة-الحرارة °س مجاميع الهطل مم |                        |                        |                        |                        |                        |                        |                        |                        |                        |                        |                        |
| بالوحدات الإنكليزية \| 01 \| 02 \| 03 \| 04 \| 05 \| 06 \| 07 \| 08 \| 09 \| 10 \| 11 \| 12 \| \| 8.9 59 50 \| 5.9 59 50 \| 3.9 63 54 \| 3.1 66 55 \| 2 73 61 \| 0 81 68 \| 0 84 72 \| 0.6 88 75 \| 3.1 82 72 \| 7.9 77 66 \| 6.7 68 59 \| 7.9 63 54 \| \| متوسط درجة-الحرارة °ف مجاميع الهطول ″ \| \| \| \| \| \| \| \| \| \| \| \| |                        |                        |                        |                        |                        |                        |                        |                        |                        |                        |                        |
| 01 | 02                     | 03                     | 04                     | 05                     | 06                     | 07                     | 08                     | 09                     | 10                     | 11                     | 12                     |
| 8.9 59 50 | 5.9 59 50              | 3.9 63 54              | 3.1 66 55              | 2 73 61                | 0 81 68                | 0 84 72                | 0.6 88 75              | 3.1 82 72              | 7.9 77 66              | 6.7 68 59              | 7.9 63 54              |
| متوسط درجة-الحرارة °ف مجاميع الهطول ″ |                        |                        |                        |                        |                        |                        |                        |                        |                        |                        |                        |

## لمحة تاريخية
تُعدُّ بيركيركارا إحدى أقدم بلدات مالطا التي يوجد دلائل تاريخيَّة موثَّقة على وجودها حيث ورد ذكر جوقة كابيلا بيركاركام في عام 1402، والتي فسَّرها المؤرِّخون على أنَّها إشارة لبيركيركارا. كذلك وردَ اسم البلدة في التقرير الكنسيّ العائد لسنة 1436 الذي جاء على ذكر الأبرشيات الموجودة في جزيرتيّ مالطا، وغوزو، حيث يتبين من الاطِّلاع عليه أنَّ بيركيركارا كانت أكبر أبرشيات جزيرة مالطا. تطوَّرت على مرِّ السنين عدَّة ضواحي وأبرشيات في المنطقة المحيطة ببيركيركارا ومن بينها كل من سليمة، وسانت جوليانز، ومسيدا، وحمرون التي شُيِّدت جميعًا خلال القرن التاسع عشر، بالإضافة إلى سانتا فينيرا التي ظهرت في مطلع القرن العشرين. انفصلت سان غوان (1965)، وتا الإبراغ عن البلدة مُشكِّلةً جزءًا من أبرشية ومَحلَّة سويكي الجديدة في عام 1993.

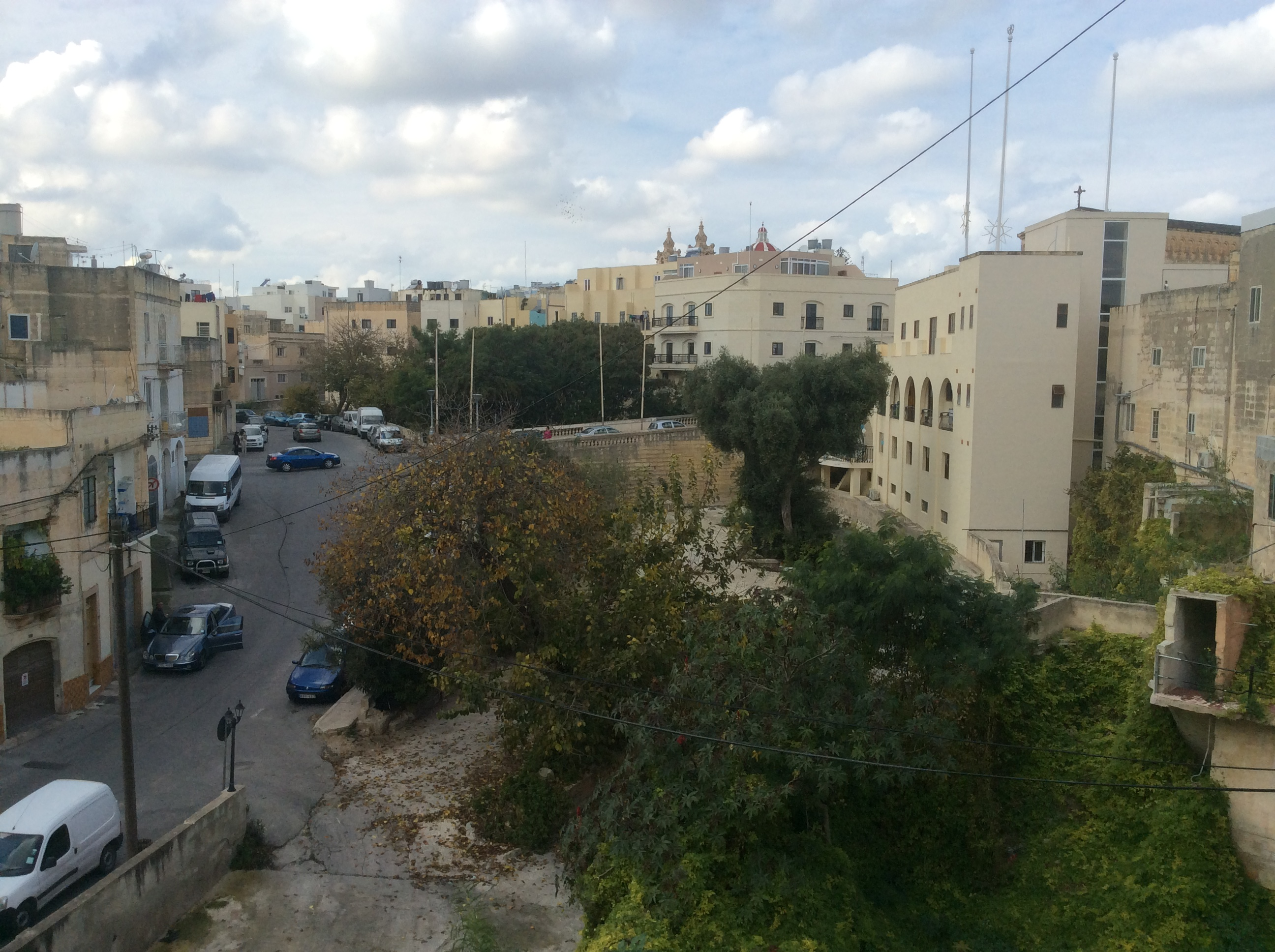
وادي ويتر في بيركيركارا.

غدت البلدة بمرور الوقت مَركزًا تِجاريًّا هامًّا، بالإضافة إلى كونها من بين مناطق البلاد الآهلة ذات الكثافة السكانيَّة المرتفغة.

## الكنائس والعمارة ومعالم شهيرة

### معالم شهيرة
تحوي بيركيركارا العديد من المعالم والمباني ذات الأهمية الكبيرة على المستوى المحليّ:
- تقع في البلدة مقرَّات الهيئة المالطيَّة العليا للخدمات الماليَّة وهي الجهة الناظمة المسؤولة عن الشؤون الماليَّة للبلاد.
- كلية سانت ألويسيوس.
- قناة مياه ويغناكورت الاصطناعيَّة التي يعود تاريخ شقُّها إلى القرن السابع عشر.
- باسيليكا القديسة هيلانة، يوجد فيها أكبر جرس كنيسة في البلاد.
- شركة سيموندز فارسونز سيسك - أول مصنع للجعة في الجزيرة.
- دار بيروتا.[18][19]
- دار البابا فرانغيسكو - ملجأ للمُشرَّدين يديره الفرع المالطيّ من مؤسَّسة كاريتاس الدوليَّة.[20][21]
- فيلا تشيلسي - مقر مؤسَّسة ريتشموند وهي جمعية خيريَّة تُقدِّم برامج لإعادة التأهيل.[22]
- محطّة بيركيركارا القديمة للسكك الحديديَّة التي تقع في الحديقة العامَّة. كانت قطارات السكك الحديديَّة في مالطا تتوقف في هذه المحطّة حينما كانت تُستعمل كوسيلة للتنقل عبر أنحاء الجزيرة. توقفت المحطّة عن العمل في عام 1931.[23]
- دار سينما روكسي.[24]
- برج بيركيركارا (غار الغوبون)[19]
- برج تل ويتر
- فيلا لوري
- طاحونة تل غانو

### الكنائس والنُصب

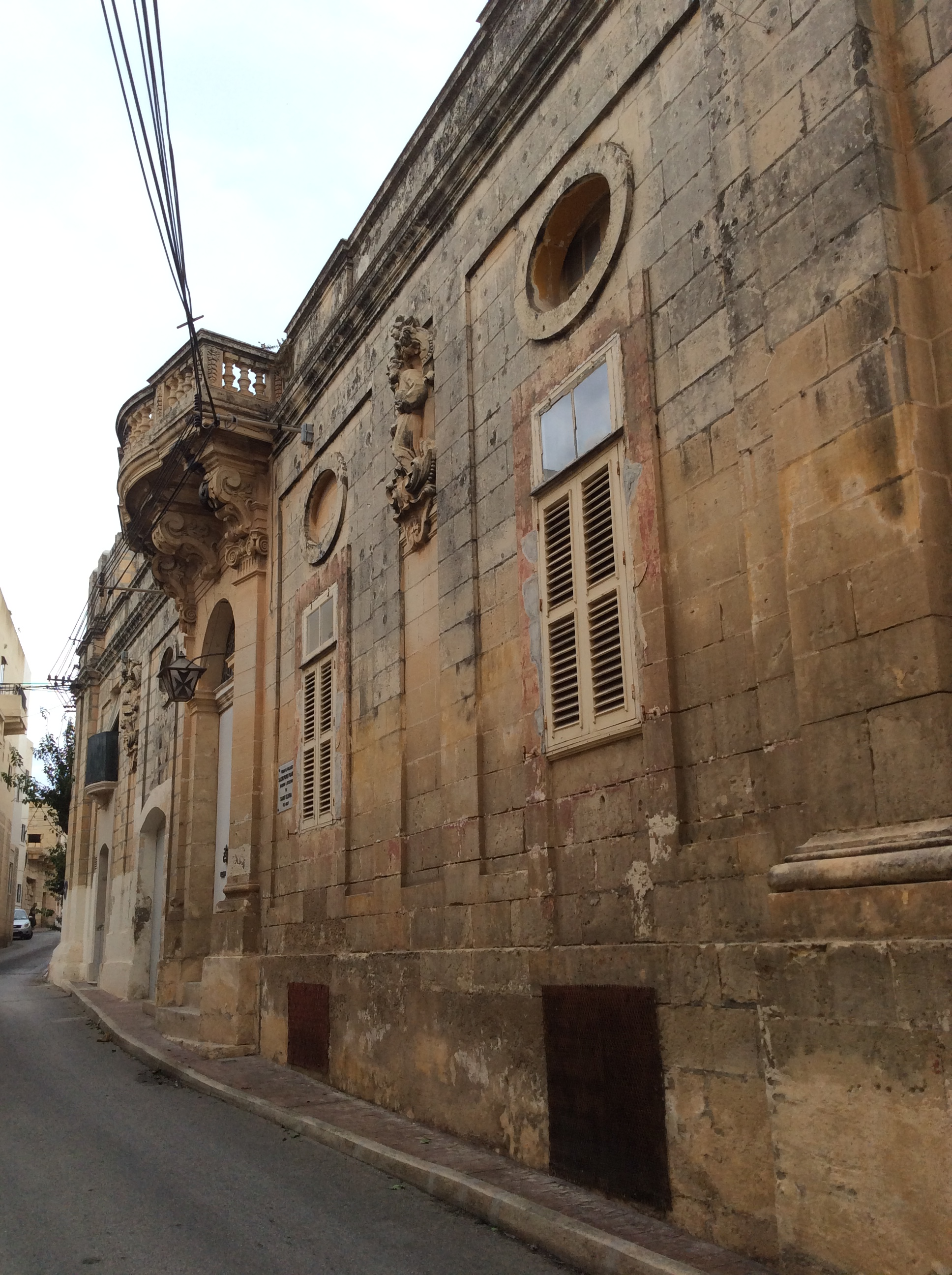
قصر سانت هيلين في بيركيركارا.

يُعدُّ عيد القديسة هيلانة أهم عيد قديسين دينيّ على المستوى المحليّ. إذ يُقيم أهل البلدة احتفالًا في باسيليكا القديسة هيلانة يوم الثامن عشر من أغسطس أو أول يوم أحد يعقب ذلك التاريخ. وتنطوي الفعالية الرئيسيَّة السنويَّة على موكب يتقدمهُ تمثال خشبيّ من عمل النحّات المالطيّ الشهير سالفو بسايلا. يُعدُّ هذا الموكب الوحيد من نوعه الذي يُقام على الجزيرة في وقت الصباح حيث ينطلق من الباسيليكا في تمام الساعة الثامنة صباحًا ويعود إليها بحلول الساعة 10:45 صباحًا. يرفع مجموعة من الرجال المحليين التمثال على أكتافهم ويطوفون فيه عبر شوارع البلدة الرئيسيَّة.
- كنيسة القديس يوسف العامل.[5]
- كنيسة القديسة مريم.[7]
- كنيسة القديس جورج بريكا.[8]
- كنيسة سيدة جبل الكرمل.[6]
- كنيسة القديس بولس التي كانت يوجد في مكانها مبنىً آخر يعود تاريخه إلى عام 1538. يتميز تصميم الكنيسة بطابعه القروسطيّ وسقفه المائل. أمَّا المبنى الحاليّ المعروف محليًا باسم «سان باول تل-ويد» فيعود تاريخ تشييده إلى الفترة المُمتَّدة من عام 1852 حتَّى عام 1854. ويعود فضل تصميمه إلى المعماريّ جوسيبه بونافيا الذي اُشتهِر بعمله مع جماعة المهندسين الملكيين. يبرز من واجهة الكنيسة ساعتها القديمة التي صنعها مايكلانجيلو سابيانو في عام 1891. كما توجد في الكنيسة لوحة بريشة جوسيبه كاليا، وهي نسخة طبق الأصل عن تلك الموجودة في كنيسة فونتين في روما.[29]
- كنيسة سيدة النصر[30] وهي كنيسة صغيرة تقع في أحد الشوارع الضيقة في منطقة هاس ساجد. يرجع أقدم تاريخ يوثِّق وجود الكنيسة إلى عام 1575. كانت الكنيسة قد فُكِّكَت في القرن السابع عشر بغية تسهيل الوصول إلى المَقالِع القريبة الذي اُستجلِبت منها الحجارة من أجل بناء الكنيسة الأبرشيَّة المجاورة. هذا وقد أُعِيدَ بناء الكنيسة مُجدَّدًا بعد وباء الطاعون الذي تفشَّى في مالطا خلال الفترة من عام 1675 حتَّى عام 1676. أمَّا الكنيسة الحاليَّة فكانت قد شُيِّدت على الطراز الباروكيّ خلال الفترة من عام 1728 حتَّى عام 1736. تتميز الأعمدة الجداريَّة الداخليَّة للكنيسة بتصميمها على النمط المعماريّ التوسكانيّ، في حين يُزيِّن القُبَّة زخارف نباتيَّة وابتهالات تخص السيدة مريم العذراء بالذكر.[29]

- نُصب السير أنتوني مامو.
- نُصب مكانة كافة النفوس.[31]

## مجلس بيركيركارا المحلي

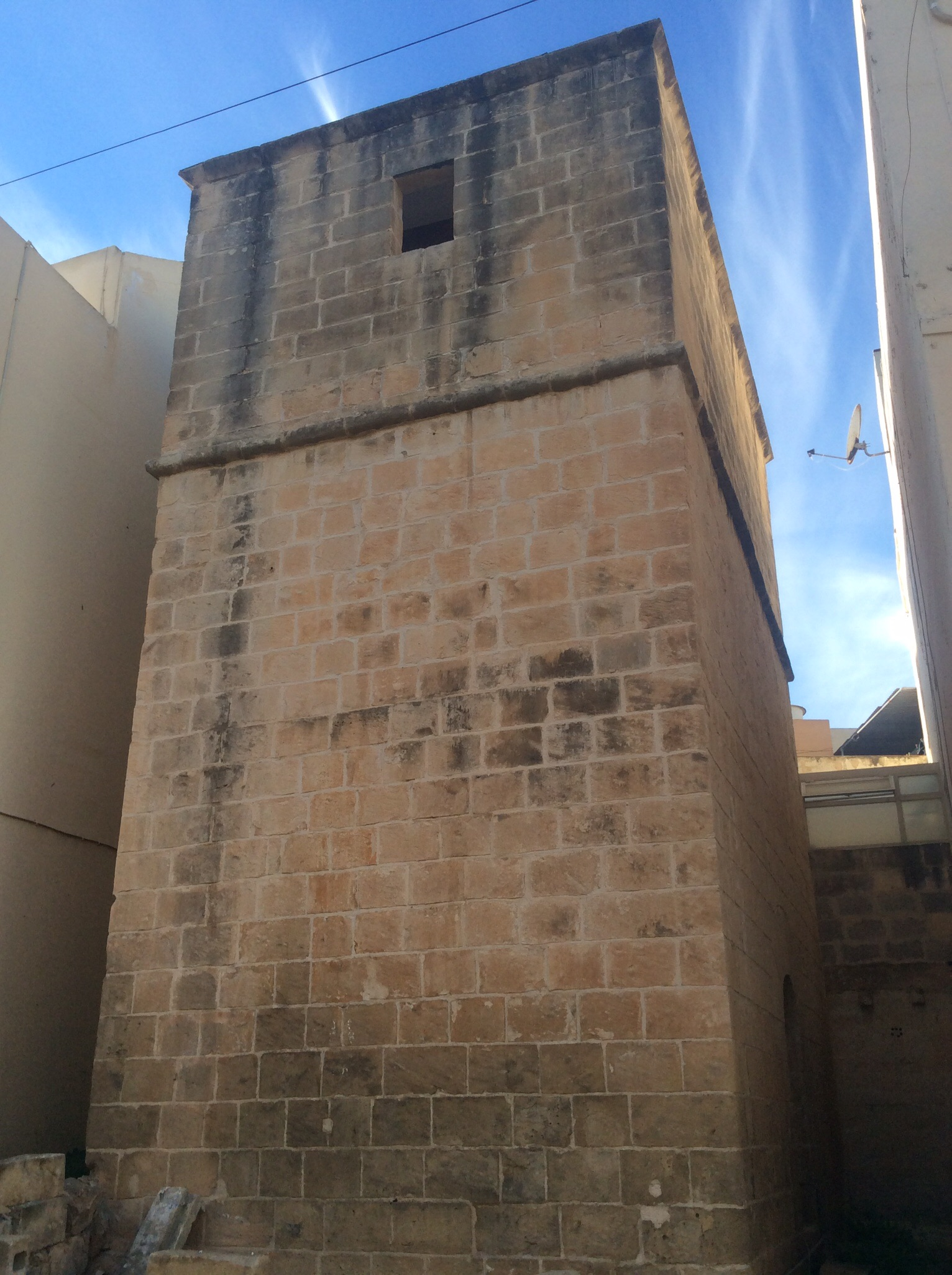
برج مراقبة تل ويتر الذي كان معقلًا دفاعيًا يحمي المنطقة.

يُشكِّل مجلس بيركيركارا المحليّ جزءًا من مبنى مركز بيركيركارا. يَتألَّف أعضاء المجلس حاليًا من الأسماء الواردة أدناه:
- جوان ديبونو غريش (العمدة)
- كارل كوتاجار (نائب العمدة)
- جاستن سكيمبري
- نانسي أكويلينا
- ريتا بورغ
- كايلوك بوهاغيار
- أنتوني أتارد
- أوين باتريك أتارد
- جون ماري كاليا
- ديبورا ميفسود
- جون ميزي
- ماري كلير زاميت بونيلو
- فرانسيس بوليسينو
- كارمل أتارد (الأمين التنفيذيّ)

## الخدمة المجتمعية

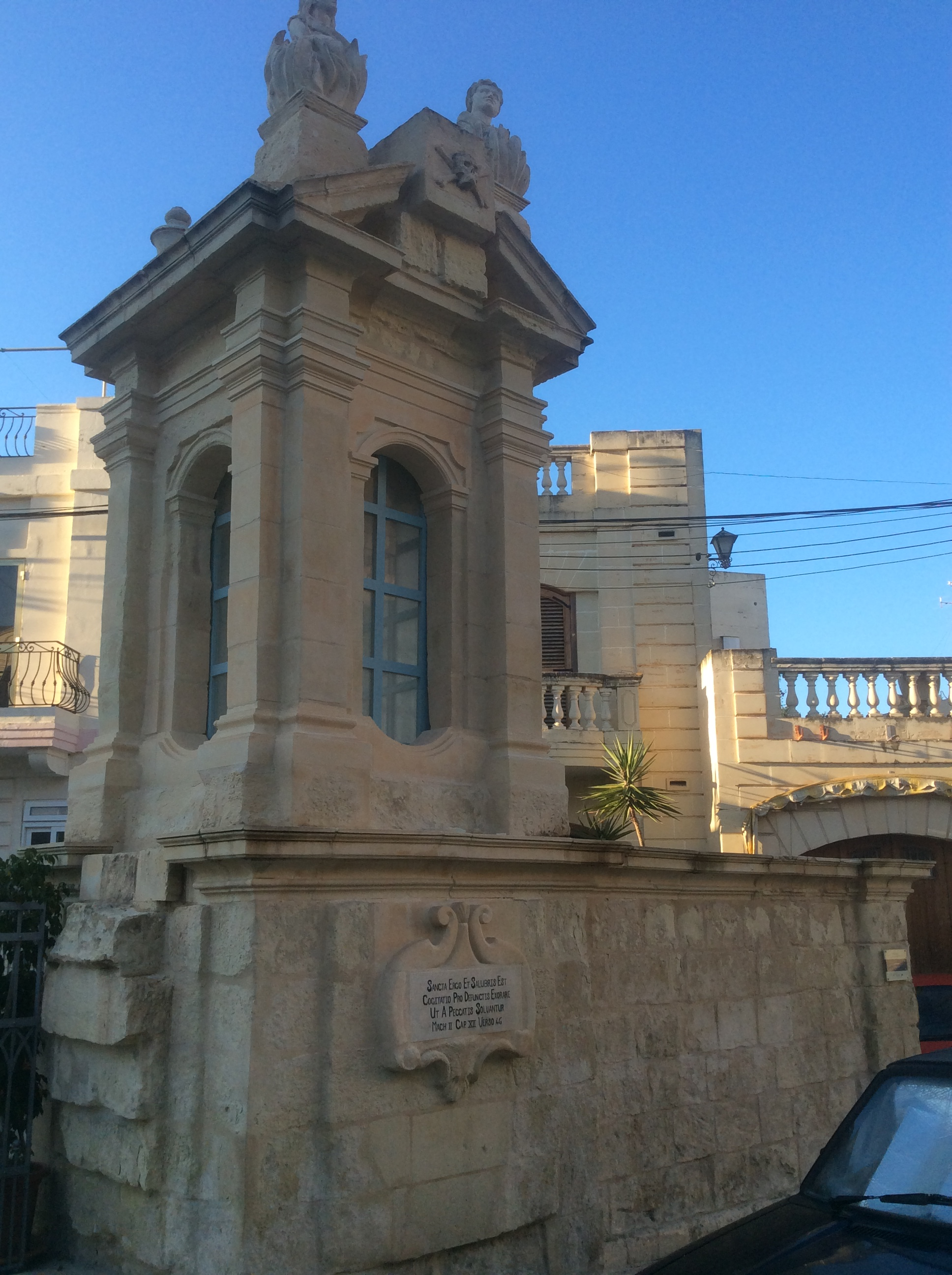
يعدّ نُصب مكانة كافة النفوس الواقع بالقرب من كنيسة القديسة مريم (الكنيسة القديمة) من معالم التراث المالطيّ.

- كنيسة أبرشية سيدة جبل الكرمل في شارع فلور دي ليس.
- كنيسة سيدة أم الكنيسة الأبرشيَّة في شارع الغرافيتي نافالي في منطقة سواتار.
- كنيسة القديس يوسف العامل الأبرشيَّة في شارع البويراق.
- كنيسة القديسة هيلانة الأبرشيَّة في شارع إسانتواريو (الملجأ).
- كنيسة القديسة مريم الأبرشيَّة في شارع الكنيسة القديمة.
- كنيسة سيدة النصر الأبرشيَّة في شارع النصر.
- مقسم شرطة مقاطعة بيركيركارا في الشارع الرئيسيّ.
- مكتب بريد بيركيركارا في طريق الوادي.
- مشفى دافينشي في شارع كان بيروتا.
- مركز بيركيركارا الصحيّ في شارع توماس الفرنسيّ.
- مكتبة بيركيركارا الإقليميَّة في شارع توماس الفرنسيّ.
- مقسم شرطة بلدة بيركيركارا.

## مناطق البلدة

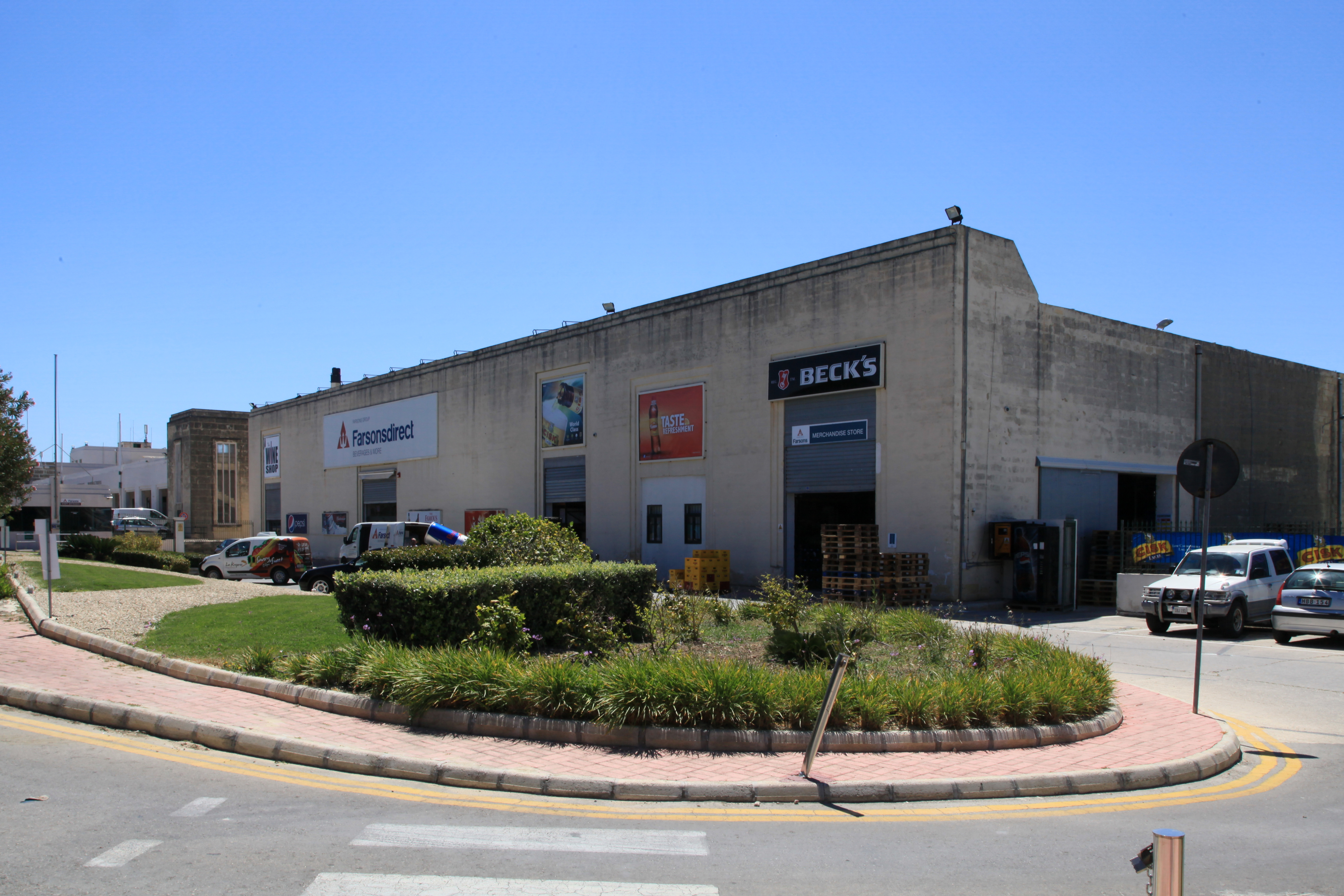
منطقة مريحل.

- بويراق
- فلور دي ليس
- مريحل
- تا غانو
- تا باريس
- تل قطوس
- إسواتار
- هاس ساجد

## الرياضة
يوجد في بيركيركارا نادٍ رياضيّ مُتعدِّد الاستعمالات يُدعى نادي سانت جوزيف، وفيه قسم خاص بألعاب القوى، وأقسام أخرى خاصَّة بركوب الدراجات، والسباق الثلاثيّ، والسباحة، و كرة القدم. وبالنسبة لرياضة كرة القدم فتتنافس الفرق المحليَّة في المنافسة المالطيَّة لكرة القدم الهواة.
استطاع نادي بيركيركارا لكرة القدم الفوز بلقب الدوري المالطيّ الممتاز لكرة القدم أربع مرات. كما شارك نادي بيركيركارا في الدوري الأوروبي 2015–16، وفاز على وست هام يونايتد، ولكن لم يحالفه الحظ بسبب إقصائه بعد مواجهته لعقوبات تحكيميَّة. كما استطاع النادي المالطيّ إقصاء نادي هارت أوف ميدلوثيان الاسكتلنديّ في الدوري الأوروبيّ 2016–17. كان زعيم المعارضة المالطيَّة أدريان ديليا رئيسًا للنادي خلال الفترة من عام 2015 حتَّى عام 2016، والفترة من عام 2017 حتَّى عام 2018.

## أعلام البلدة
هنالك شخصيتان بارزتان ينحدران من البلدة وهما إيدي فرينش آدامي وألفريد سانت اللذين شَغِلا منصب رئيس وزراء مالطا لعدد من السنوات. كما تُعدّ البلدة مسقط رأس رئيسها الأول أنتوني مامو.

## المدن التوأمة
ترتبط بيركيركارا باتفاقيات توأمة مع:
- غروسيتو، إيطاليا
- سورينتو، إيطاليا
- لونغوباردي، إيطاليا